# Figlie di Santa Maria del Cuore di Gesù
Le Figlie di Santa Maria del Cuore di Gesù (in spagnolo Hijas de Santa María del Corazón de Jesús; sigla H.S.M.C.J.) sono un istituto religioso femminile di diritto pontificio.

## Storia
La congregazione è nata dalla separazione della provincia spagnola delle Figlie di Nostra Signora del Sacro Cuore di Issoudun dall'istituto-madre; l'8 settembre 1998 la Santa Sede approvò la separazione ed eresse il ramo spagnolo in congregazione autonoma di diritto pontificio.
L'istituto riconosce come fondatrice María de Jesús Velarde, già superiora della provincia spagnola e prima superiora generale delle Figlie di Santa Maria del Cuore di Gesù.

## Attività e diffusione
Le suore si dedicano all'istruzione e allacatechesi, alla cura degli orfani, alle opere di carità, al servizio in seminari, collegi ecclesiastici, case del clero e nunziature apostoliche.
Oltre che in Spagna, sono presenti in Argentina, Cile, El Salvador, Guatemala, Italia, Messico, Perù e Stati Uniti d'America; la sede generalizia è a Galapagar.
Alla fine del 2015 l'istituto contava 574 religiose in 38 case.